# Palatul Weißenstein
Palatul Weißenstein (pronunție /ˈvai.sən.ʃtain/, v. AFI) a fost construit în timpul prințului Lothar Franz von Schönborn, între anii 1711 - 1718. Este situat în comuna Pommersfelden din apropierea orașului Bamberg, fiind o construcție reprezentativă a stilului baroc francon. Palatul a fost reședința de vară a prințului, fiind și azi reședința de vară a familiei von Schönborn. Poate fi vizitat din luna aprilie până în octombrie. În sala de marmură a palatului au loc concerte de muzică clasică.

## În film
Aici au fost filmate unele scene din filmul Cei trei muschetari, din anul 2011.

## Galerie de imagini

Palatul Weißenstein
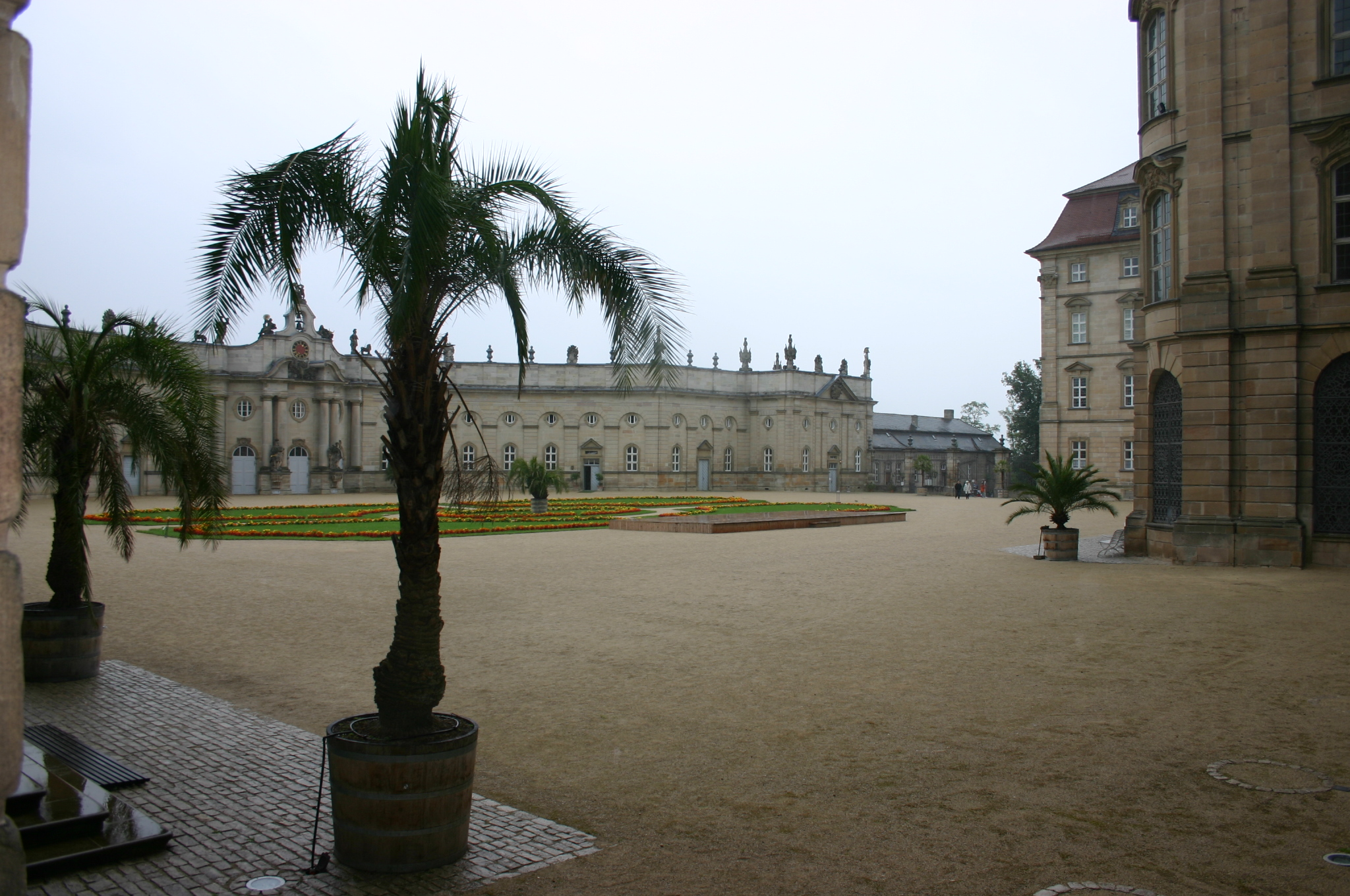
Aripa de est a palatului
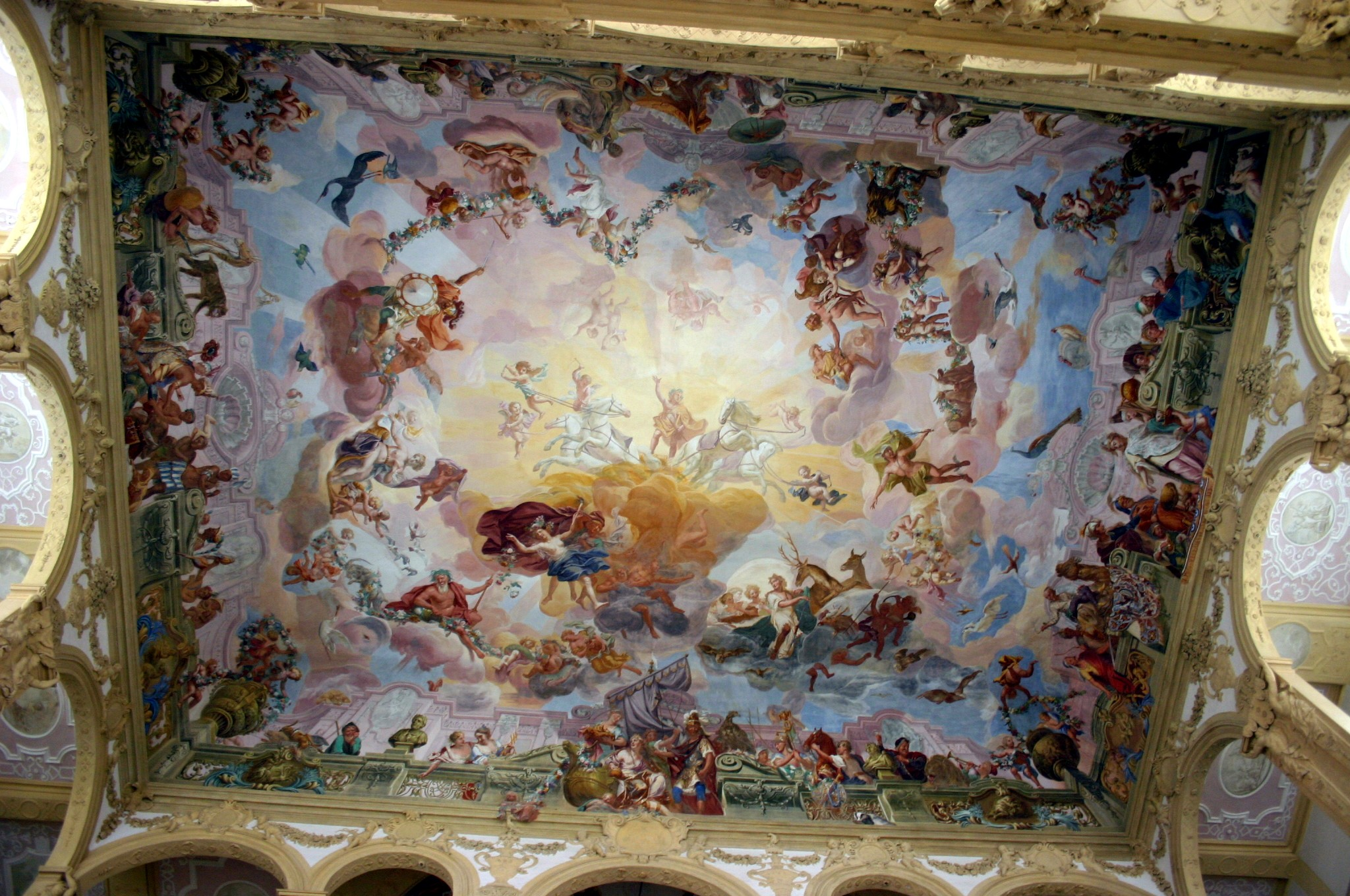
Frescă de Johann Rudolf Byss 1717/1718
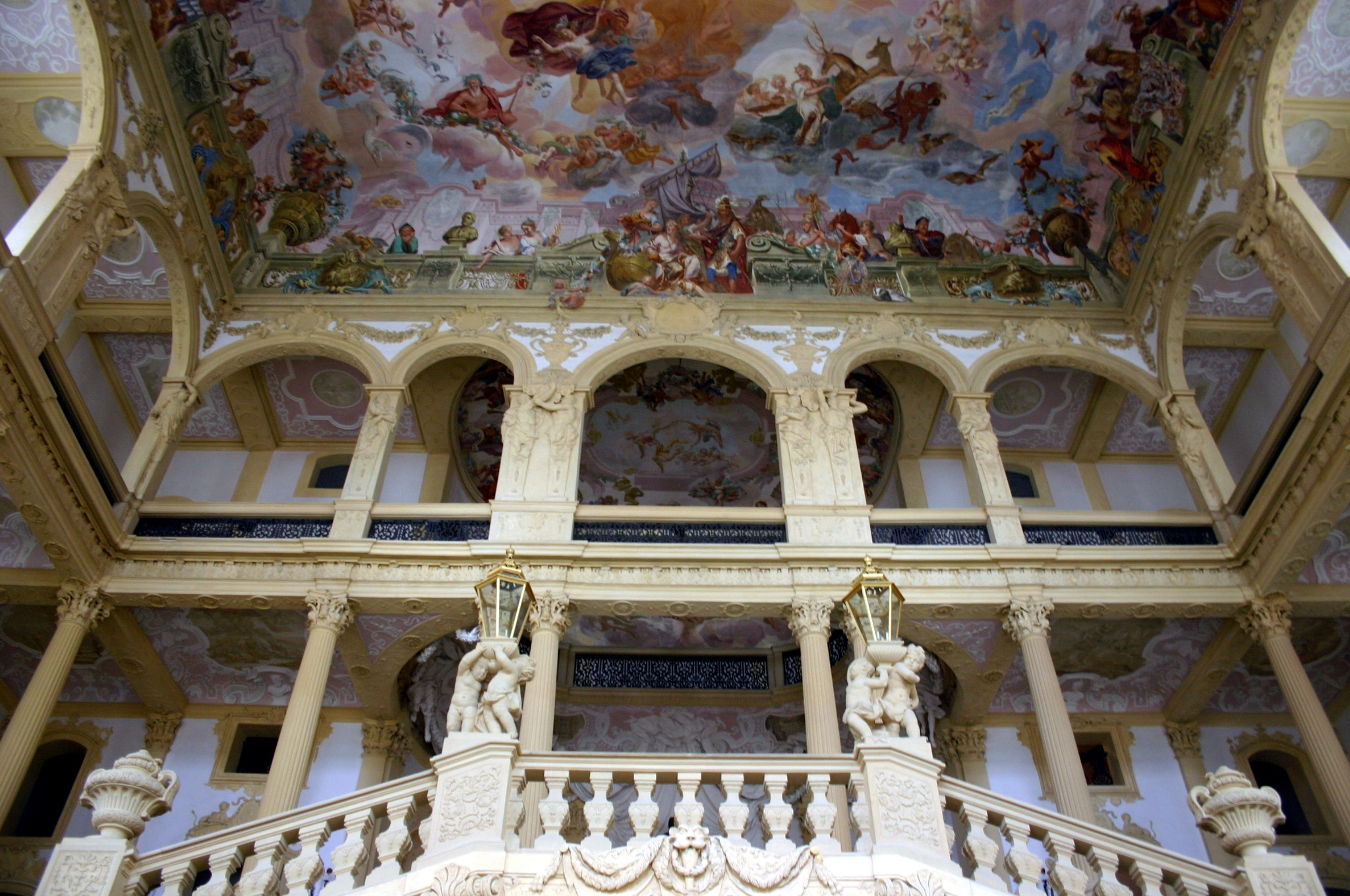
Casa scărilor datează din 1715–1719
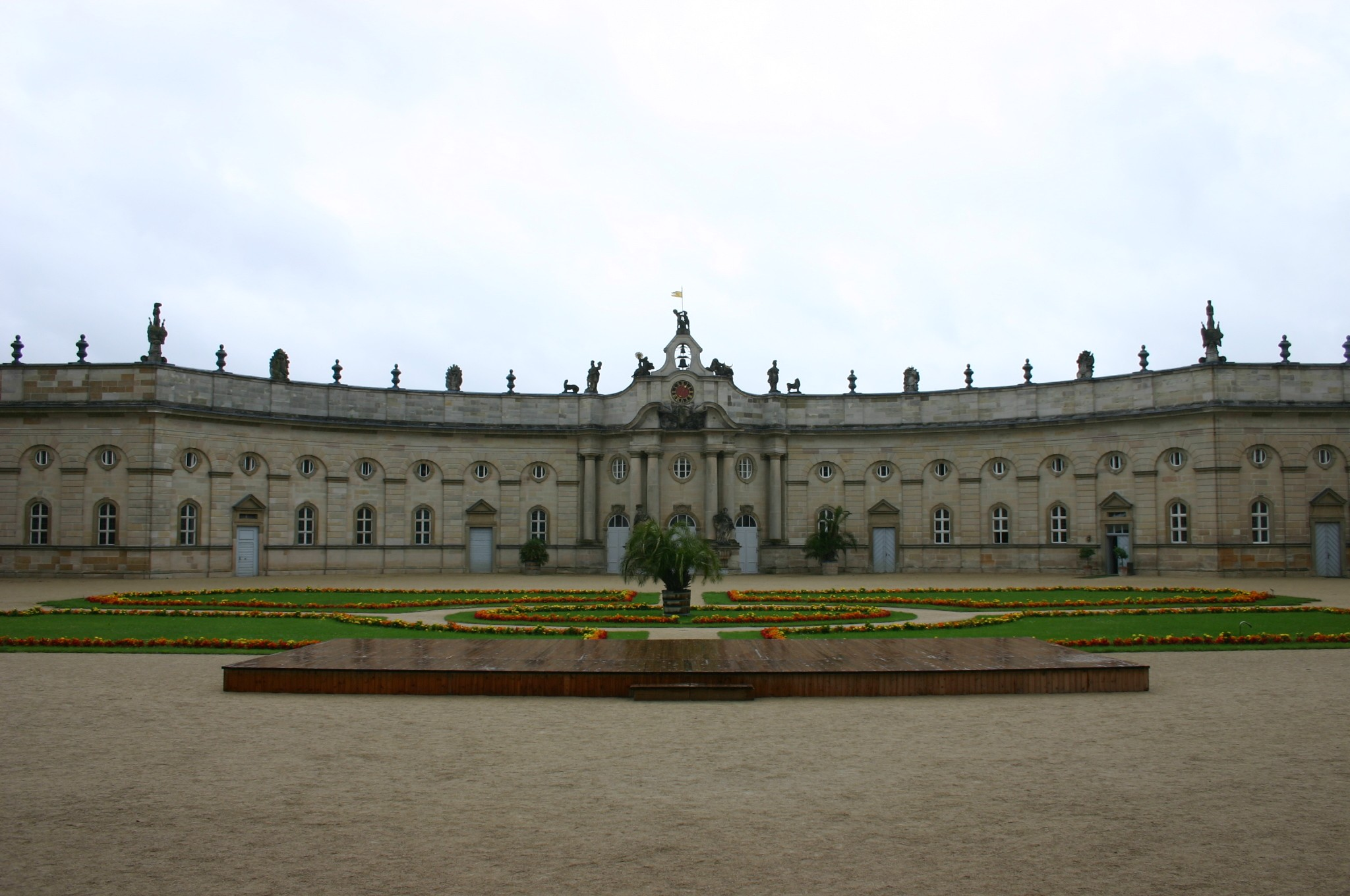
Panorama palatului
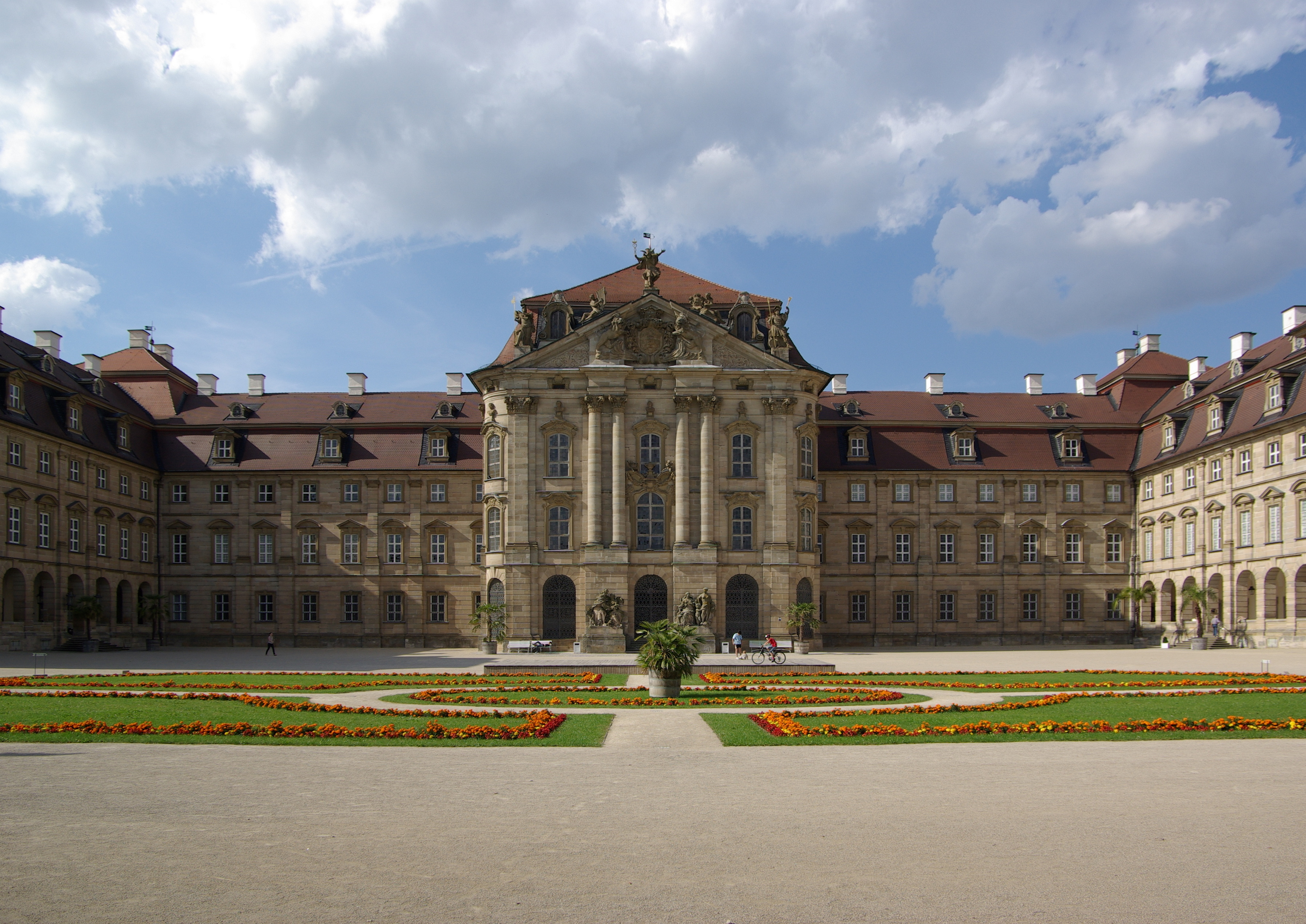
Curtea interioară a palatului
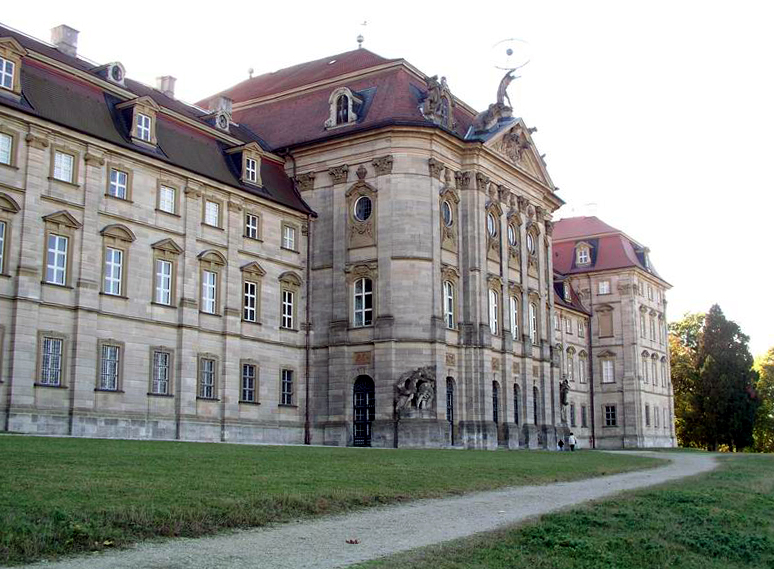
Palatul Weißenstein
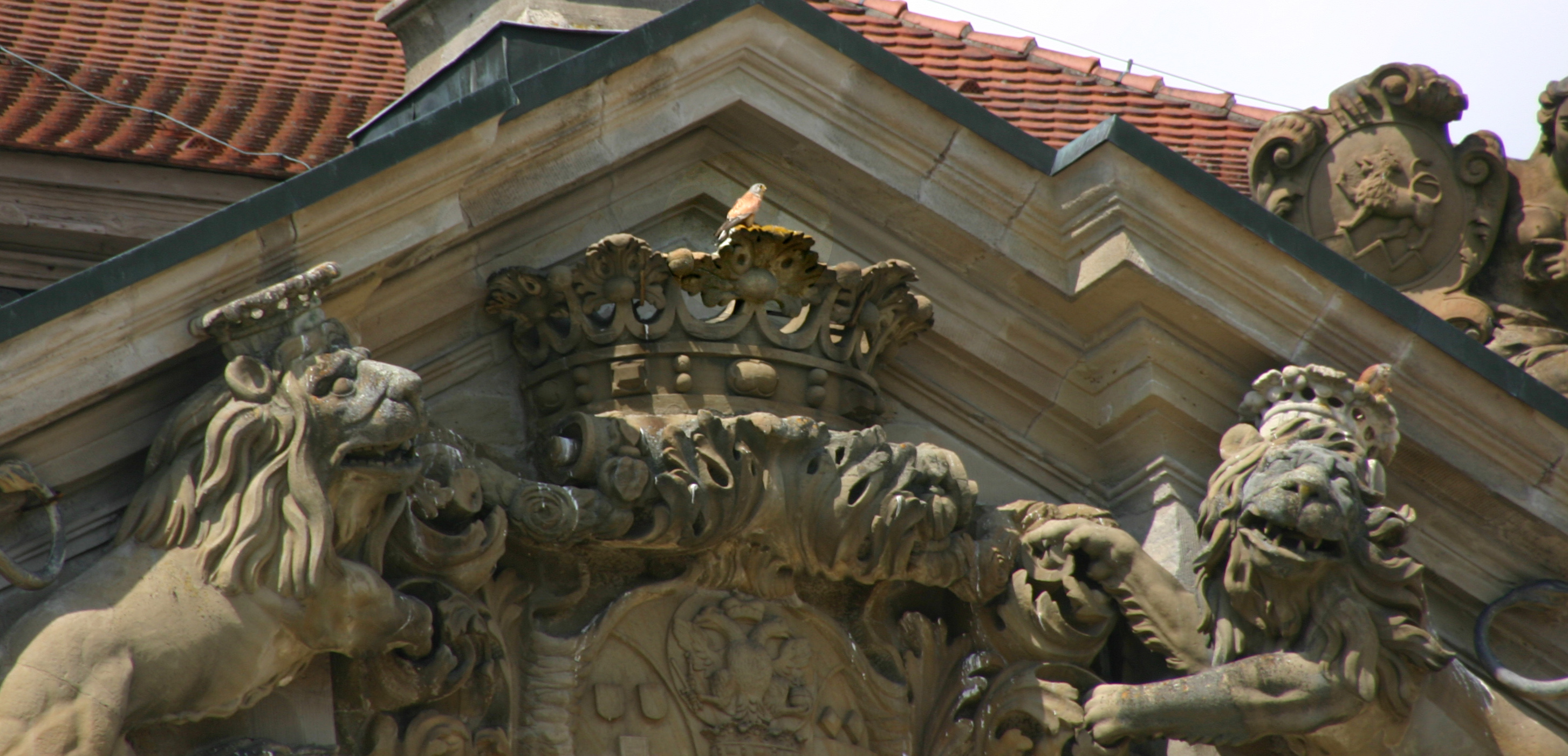
Detaliu al fațadei
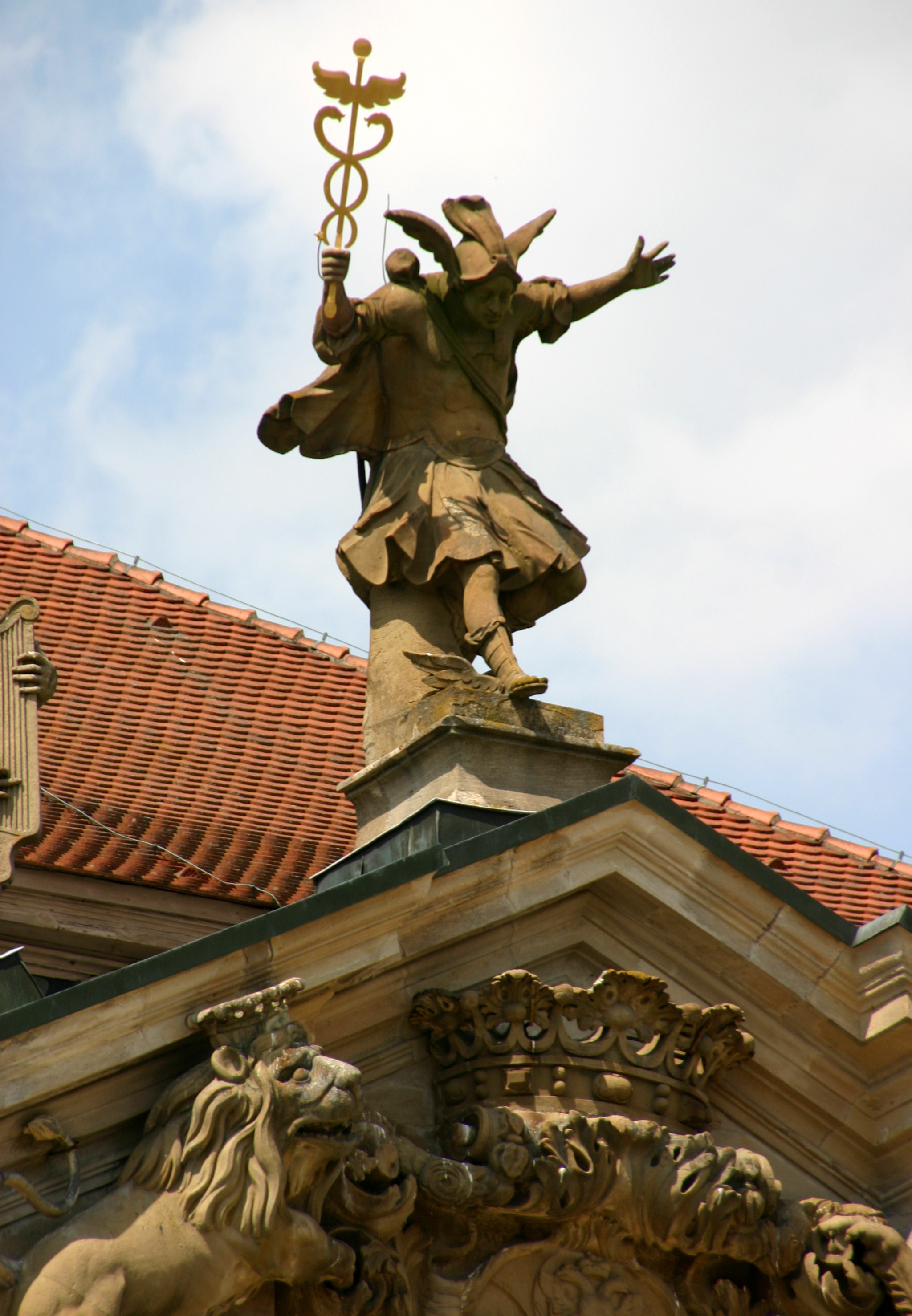
Detaliu al fațadei

Coordonate: 49° 45' 46" N 10° 49' 15" O